# Тарло

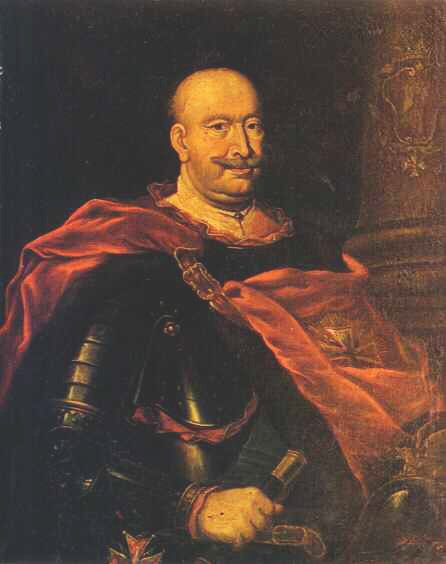
Ян Тарло (1684—1750), воевода люблинский и сандомирский (Польша)

Та́рло (пол. Tarłowie herbu Topór) — знатный и многочисленный польский дворянский род, восходящий к началу XV века. Герб Тарло — Топор (пол. Topór)

## Известные представители рода
- Мать Марины Мнишек — урождённая Ядвига Тарло (по Н. И. Костомарову).
- Павел Тарло (ум. 1565) занимал должность архиепископа Львовского.
- Из младшей отрасли рода Тарло известен Ян Тарло (ум. 1587) — воевода Люблинский. Он был послан к Стефану Баторию в Трансильванию для призвания его на польский престол. Его сын Пётр Александр, один из внуков и один из правнуков были воеводами люблинскими; один из внуков и один из правнуков Ян Тарло (1684—1750) — воеводами сандомирскими; двое из правнуков — епископами познанскими.
- Пётр Тарло (ум. 1700) занимал должность воеводы в Смоленске.
- Михаил Тарло — генерал французской службы.
- Пётр Тарло (ум. 1722) — епископ Познанский.
- Адам Тарло — воевода Люблинский. Известный в своё время дуэлист, был убит в 1744 г. на дуэли с Казимиром Понятовским, великим коронным подкоморием.
- Кароль Тарло (1639—1702) был подканцлером коронным.

Ко второй половине XVIII ст. род Тарло утратил своё высокое положение.

## К сведению
Многочисленные портреты представителей рода Тарло содержатся в Картинной галерее Кракова (Польша).